# Frederik Jacob de Bruijn Tengbergen
Frederik Jacob de Bruijn Tengbergen (Didam, 18 november 1898 – Driebergen-Rijsenburg, 21 maart 1996) was een Nederlands politicus.
Hij werd geboren als zoon van Arnold Mathijs Hugo de Bruijn Tengbergen (1859-1937) en Dina Elisabeth Frowein (1873-1955). Hij is in 1931 afgestudeerd in de rechten aan de Rijksuniversiteit Utrecht. De Bruijn Tengbergen was volontair bij de gemeentesecretarie van Duiven voor hij in 1935 benoemd werd tot burgemeester van de gemeente Ophemert. Hij werd in 1944 ontslagen waarna Ophemert een NSB'er als waarnemend burgemeester kreeg. Na de bevrijding keerde De Bruijn Tengbergen terug in zijn oude functie en vanaf 1949 was hij tevens de burgemeester van Varik. In 1961, twee jaar voor het bereiken van de pensioengerechtigde leeftijd, werd hem op eigen verzoek ontslag verleend. Hij overleed in 1996 op 97-jarige leeftijd.